# حوزه‌های انتخابیه مجلس شورای اسلامی در استان اردبیل

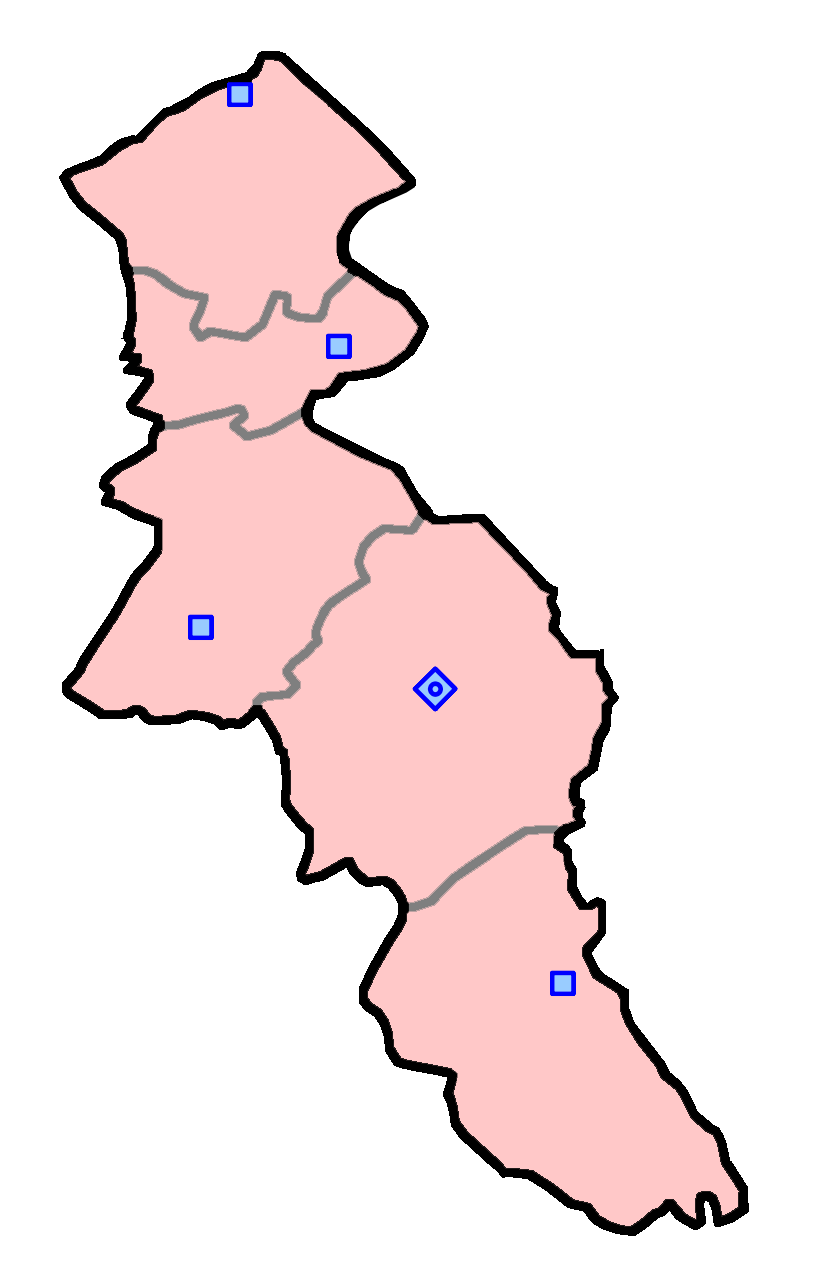
حوزه‌های انتخاباتی استان اردبیل

استان اردبیل ۵ حوزه برای انتخابات مجلس دارد که در مجموع ۷ نماینده را در بر می‌گیرد.
| مرکز     | حوزه                        | شهرستان‌ها | بخش‌ها                                         | کرسی | نقشه | جمعیت  |
| -------- | --------------------------- | --------- | --------------------------------------------- | ---- | ---- | ------ |
| اردبیل   | اردبیل و سرعین و نمین و نیر | اردبیل    | شهر اردبیل، مرکزی، سرعین، هیر                 | ۳    |      | ۷۰۵۷۱۵ |
| اردبیل   | اردبیل و سرعین و نمین و نیر | نمین      | شهر نمین، مرکزی، عنبران، ویلکیج               | ۳    |      | ۷۰۵۷۱۵ |
| اردبیل   | اردبیل و سرعین و نمین و نیر | نیر       | شهر نیر، مرکزی، کوراییم                       | ۳    |      | ۷۰۵۷۱۵ |
| پارس‌آباد | پارس‌آباد و بیله‌سوار         | پارس‌آباد  | شهر پارس‌آباد، مرکزی، تازه‌کند، اصلاندوز        | ۱    |      | ۲۲۹۰۰۵ |
| پارس‌آباد | پارس‌آباد و بیله‌سوار         | بیله‌سوار  | شهر بیله‌سوار، مرکزی، قشلاق‌دشت                 | ۱    |      | ۲۲۹۰۰۵ |
| خلخال    | خلخال و کوثر                | خلخال     | شهر خلخال، مرکزی، شاهرود، خورش رستم           | ۱    |      | ۱۰۸۸۵۸ |
| خلخال    | خلخال و کوثر                | کوثر      | شهر گیوی، مرکزی، فیروز                        | ۱    |      | ۱۰۸۸۵۸ |
| گرمی     | گرمی                        | گرمی      | شهر گرمی، مرکزی، انگوت، موران                 | ۱    |      | ۷۶۹۰۱  |
| مشکین‌شهر | مشکین‌شهر                    | مشکین‌شهر  | شهر مشکین‌شهر، مرکزی، ارشق، مشکین شرقی، مرادلو | ۱    |      | ۱۴۹۹۴۱ |

## پی‌نوشت و منبع
- «جدول حوزه‌های انتخابیه در انتخابات نهمین دورهٔ مجلس شورای اسلامی» (PDF). مرکز پژوهش و سنجش افکار صدا و سیما. بایگانی‌شده از اصلی (PDF) در ۵ اكتبر ۲۰۱۸. دریافت‌شده در ۲۱ ژوئیه ۲۰۱۵. تاریخ وارد شده در |archive-date= را بررسی کنید (کمک)
- «طرح اصلاح قانون تعیین محدودهٔ حوزه‌های انتخاباتی مجلس شورای اسلامی». مرکز پژوهش‌های مجلس شورای اسلامی. ۲۰ تیر ۱۳۹۱. بایگانی‌شده از اصلی در ۲۲ ژوئیه ۲۰۱۵. دریافت‌شده در ۲۱ ژوئیه ۲۰۱۵.